# ویسکی استرالیایی
ویسکی استرالیایی (به انگلیسی: Australian whisky) یک مدل ویسکی است که از مالت درست می‌شود. این ویسکی در کشور استرالیا درست می‌شود به همین خاطر به این نام خوانده می‌شود.